# Cung Le
Cung Le (em vietnamita: Lê Cung; Cidade de Ho Chi Minh, 25 de maio de 1972) é um ator e ex-lutador de sanshou, kickboxing e artes marciais mistas vietnamita-americano. Ele é o antigo campeão mundial International Kickboxing Federation (IKF) da categoria peso-leve de Sanshou e tem um cartel profissional de 16-0, antes de iniciar no MMA. Le derrotou Frank Shamrock e se tornou o segundo Campeão Peso-Médio do Strikeforce antes de desocupar o título para prosseguir sua carreira de ator.

## Carreira no MMA

### Strikeforce
Antes de disputar o cinturão do peso-médio do Strikeforce, Cung Le tinha vencido cinco lutas, todas por nocaute/nocaute técnico. A disputa do cinturão foi em 29 de março de 2008, contra o atual campeão, o lutador norte-americano Frank Shamrock, que tinha sido campeão do peso-meio-pesado do UFC. Cung Le venceu o combate e se tornou o segundo campeão da categoria no evento.
Após um tempo se dedicando à carreira de ator, Cung Le acabou deixando seu título de campeão vago. A luta do retorno ao Strikeforce foi contra Scott Smith, em 19 de dezembro de 2009. Neste combate, o lutador vietnamita sofreu sua primeira derrota nas artes marciais mistas, sendo nocauteado do terceiro round.
Na luta seguinte, no Strikeforce: Fedor vs. Werdum, Cung Le fez a revanche contra Scott Smith. Desta vez ele derrotou seu algoz por nocaute técnico no segundo round.  

### UFC
Sua estreia no UFC foi em 19 de novembro de 2011 contra Wanderlei Silva, no UFC 139. Cung Le foi derrotado pelo lutador brasileiro por nocaute técnico no segundo round.
Em 7 de julho de 2012, lutando em Macau no UFC 148, Cung Le lutou contra Patrick Côté. O lutador vietnamita conseguiu uma vitória por decisão unânime.
Novamente lutando Macau, no UFC on Fuel TV: Franklin vs. Le, Cung Le venceu novamente, desta vez derrotou Rich Franklin por nocaute no primeiro round.
No UFC Fight Night: Bisping vs. Le, em 23 de junho de 2014, Cung Le fez sua última luta. Ele enfrentou Michael Bisping, sendo derrotado por nocaute.

## Cartel no MMA
| Cartel no MMA   |            |            |
| 12 lutas        | 9 vitórias | 3 derrotas |
| Por nocaute     | 8          | 3          |
| Por finalização | 0          | 0          |
| Por decisão     | 1          | 0          |

| Res.    | Cartel | Oponente        | Método                                  | Evento                                        | Data       | Round | Tempo | Local                | Notas                                                               |
| ------- | ------ | --------------- | --------------------------------------- | --------------------------------------------- | ---------- | ----- | ----- | -------------------- | ------------------------------------------------------------------- |
| Derrota | 9-3    | Michael Bisping | Nocaute Técnico (joelhadas e socos)     | UFC Fight Night: Bisping vs. Le               | 23/08/2014 | 4     | 0:57  | Cotai, Macau         | Falhou no antidoping; Mais tarde anunciou a sua aposentadoria.      |
| Vitória | 9-2    | Rich Franklin   | Nocaute (soco)                          | UFC on Fuel TV: Franklin vs. Le               | 10/11/2012 | 1     | 2:17  | Cotai, Macau         | Nocaute da Noite.                                                   |
| Vitória | 8-2    | Patrick Côté    | Decisão (unânime)                       | UFC 148: Silva vs. Sonnen II                  | 07/07/2012 | 3     | 5:00  | Las Vegas, Nevada    |                                                                     |
| Derrota | 7-2    | Wanderlei Silva | Nocaute Técnico (joelhada e socos)      | UFC 139: Shogun vs. Hendo                     | 19/11/2011 | 2     | 4:49  | San José, Califórnia | Estreia no UFC; Luta da Noite                                       |
| Vitória | 7-1    | Scott Smith     | Nocaute Técnico (chute rodado e socos)  | Strikeforce: Fedor vs. Werdum                 | 26/06/2010 | 2     | 1:46  | San José, Califórnia |                                                                     |
| Derrota | 6-1    | Scott Smith     | Nocaute (socos)                         | Strikeforce: Evolution                        | 19/12/2009 | 3     | 3:25  | San José, Califórnia |                                                                     |
| Vitória | 6-0    | Frank Shamrock  | Nocaute Técnico (lesão)                 | Strikeforce: Shamrock vs. Le                  | 29/03/2008 | 3     | 5:00  | San José, Califórnia | Ganhou o Cinturão dos Médios do Strikeforce; Depois vagou o título. |
| Vitória | 5-0    | Sammy Morgan    | Nocaute Técnico (chute no corpo e soco) | Strikeforce: Four Men Enter, One Man Survives | 16/11/2007 | 3     | 1:58  | San José, Califórnia |                                                                     |
| Vitória | 4-0    | Tony Fryklund   | Nocaute Técnico (socos)                 | Strikeforce: Shamrock vs. Baroni              | 22/06/2007 | 3     | 0:25  | San José, Califórnia |                                                                     |
| Vitória | 3-0    | Jason Von Flue  | Nocaute Técnico (interrupção médica)    | Strikeforce: Triple Threat                    | 08/12/2006 | 1     | 0:43  | San José, Califórnia |                                                                     |
| Vitória | 2-0    | Brian Warren    | Nocaute (socos)                         | Strikeforce: Revenge                          | 06/06/2006 | 1     | 4:19  | San José, Califórnia |                                                                     |
| Vitória | 1-0    | Mike Altman     | Nocaute (soco)                          | Strikeforce: Shamrock vs. Gracie              | 10/03/2006 | 1     | 3:51  | San José, Califórnia | Estreia no Strikeforce.                                             |